# Agrionoptera longitudinalis
Agrionoptera longitudinalis – gatunek ważki z rodziny ważkowatych (Libellulidae).